# HD 112219
HD 112219，又名CP-71 1404，SAO 256992、HR 4907，是一颗恒星，视星等为5.93，位于銀經303.33，銀緯-9.32，其B1900.0坐标为赤經12h 49m 50.5s，赤緯-71° -9.32′ 34″。